# Gran Premio de España de Motociclismo de 2009
El Gran Premio de España de motociclismo de 2009 fue la tercera prueba del Campeonato del Mundo de Motociclismo de 2009. Tuvo lugar en el fin de semana del 1 al 3 de mayo de 2009 en el Circuito Permanente de Jerez, situado en la ciudad andaluza de Jerez de la Frontera, España. La carrera de MotoGP fue ganada por Valentino Rossi, seguido de Dani Pedrosa y Casey Stoner. Hiroshi Aoyama ganó la prueba de 250cc, por delante de Álvaro Bautista y Marco Simoncelli. La carrera de 125cc fue ganada por Bradley Smith, Sergio Gadea fue segundo y Marc Márquez tercero.

## Resultados

### Resultados MotoGP
| Pos.    | N.º | Piloto           | Constructor | Vueltas | Tiempo    | Parrilla | Pts. |
| ------- | --- | ---------------- | ----------- | ------- | --------- | -------- | ---- |
| 1       | 46  | Valentino Rossi  | Yamaha      | 27      | 45:18.557 | 4        | 25   |
| 2       | 3   | Dani Pedrosa     | Honda       | 27      | +2.700    | 2        | 20   |
| 3       | 27  | Casey Stoner     | Ducati      | 27      | +10.507   | 3        | 16   |
| 4       | 14  | Randy de Puniet  | Honda       | 27      | +31.893   | 5        | 13   |
| 5       | 33  | Marco Melandri   | Kawasaki    | 27      | +33.128   | 11       | 11   |
| 6       | 65  | Loris Capirossi  | Suzuki      | 27      | +34.128   | 6        | 10   |
| 7       | 5   | Colin Edwards    | Yamaha      | 27      | +34.421   | 7        | 9    |
| 8       | 4   | Andrea Dovizioso | Honda       | 27      | +34.625   | 8        | 8    |
| 9       | 24  | Toni Elías       | Honda       | 27      | +42.689   | 9        | 7    |
| 10      | 7   | Chris Vermeulen  | Suzuki      | 27      | +45.183   | 10       | 6    |
| 11      | 59  | Sete Gibernau    | Ducati      | 27      | +48.192   | 12       | 5    |
| 12      | 72  | Yuki Takahashi   | Honda       | 27      | +51.875   | 13       | 4    |
| 13      | 52  | James Toseland   | Yamaha      | 27      | +53.683   | 14       | 3    |
| 14      | 15  | Alex de Angelis  | Honda       | 27      | +53.941   | 15       | 2    |
| 15      | 69  | Nicky Hayden     | Ducati      | 27      | +1:01.237 | 16       | 1    |
| 16      | 88  | Niccolò Canepa   | Ducati      | 27      | +1:10.896 | 18       |      |
| Ret     | 99  | Jorge Lorenzo    | Yamaha      | 23      | Retirado  | 1        |      |
| Ret     | 36  | Mika Kallio      | Ducati      | 12      | Retirado  | 17       |      |
| Fuente: |     |                  |             |         |           |          |      |

### Resultados 250 cc
| Pos.    | N.º | Piloto              | Constructor | Vueltas | Tiempo    | Parrilla | Pts. |
| ------- | --- | ------------------- | ----------- | ------- | --------- | -------- | ---- |
| 1       | 4   | Hiroshi Aoyama      | Honda       | 26      | 45:08.805 | 6        | 25   |
| 2       | 19  | Álvaro Bautista     | Aprilia     | 26      | +0.132    | 4        | 20   |
| 3       | 58  | Marco Simoncelli    | Gilera      | 26      | +2.706    | 3        | 16   |
| 4       | 40  | Héctor Barberá      | Aprilia     | 26      | +2.769    | 2        | 13   |
| 5       | 12  | Thomas Lüthi        | Aprilia     | 26      | +17.946   | 8        | 11   |
| 6       | 75  | Mattia Pasini       | Aprilia     | 26      | +17.950   | 15       | 10   |
| 7       | 28  | Gábor Talmácsi      | Aprilia     | 26      | +26.288   | 10       | 9    |
| 8       | 16  | Jules Cluzel        | Aprilia     | 26      | +26.472   | 5        | 8    |
| 9       | 15  | Roberto Locatelli   | Gilera      | 26      | +27.646   | 16       | 7    |
| 10      | 35  | Raffaele De Rosa    | Honda       | 26      | +32.369   | 12       | 6    |
| 11      | 63  | Mike Di Meglio      | Aprilia     | 26      | +32.617   | 7        | 5    |
| 12      | 48  | Shoya Tomizawa      | Honda       | 26      | +34.241   | 17       | 4    |
| 13      | 52  | Lukáš Pešek         | Aprilia     | 26      | +36.889   | 11       | 3    |
| 14      | 55  | Héctor Faubel       | Honda       | 26      | +37.237   | 9        | 2    |
| 15      | 14  | Ratthapark Wilairot | Honda       | 26      | +1:16.786 | 13       | 1    |
| 16      | 10  | Imre Tóth           | Aprilia     | 26      | +1:25.509 | 19       |      |
| 17      | 8   | Bastien Chesaux     | Honda       | 25      | +1 Vuelta | 22       |      |
| 18      | 77  | Aitor Rodríguez     | Aprilia     | 25      | +1 Vuelta | 20       |      |
| 19      | 56  | Vladimir Leonov     | Aprilia     | 25      | +1 Vuelta | 23       |      |
| 20      | 53  | Valentin Debise     | Honda       | 25      | +1 Vuelta | 24       |      |
| Ret     | 7   | Axel Pons           | Aprilia     | 22      | Retirado  | 21       |      |
| Ret     | 76  | Iván Maestro        | Aprilia     | 18      | Retirado  | 25       |      |
| Ret     | 25  | Alex Baldolini      | Aprilia     | 10      | Retirado  | 18       |      |
| Ret     | 6   | Alex Debón          | Aprilia     | 9       | Caídae    | 1        |      |
| Ret     | 17  | Karel Abraham       | Aprilia     | 3       | Caídae    | 14       |      |
| DNQ     | 54  | Toby Markham        | Honda       |         |           |          |      |
| Fuente: |     |                     |             |         |           |          |      |

### Resultados 125 cc
| Pos.    | N.º | Piloto             | Constructor | Vueltas | Tiempo                  | Parrilla | Pts. |
| ------- | --- | ------------------ | ----------- | ------- | ----------------------- | -------- | ---- |
| 1       | 38  | Bradley Smith      | Aprilia     | 23      | 41:49.556               | 2        | 25   |
| 2       | 33  | Sergio Gadea       | Aprilia     | 23      | +13.524                 | 5        | 20   |
| 3       | 93  | Marc Márquez       | KTM         | 23      | +13.553                 | 4        | 16   |
| 4       | 45  | Scott Redding      | Aprilia     | 23      | +14.251                 | 7        | 13   |
| 5       | 7   | Efrén Vázquez      | Derbi       | 23      | +14.758                 | 15       | 11   |
| 6       | 11  | Sandro Cortese     | Derbi       | 23      | +15.545                 | 9        | 10   |
| 7       | 44  | Pol Espargaró      | Derbi       | 23      | +15.556                 | 10       | 9    |
| 8       | 99  | Danny Webb         | Aprilia     | 23      | +17.772                 | 8        | 8    |
| 9       | 77  | Dominique Aegerter | Derbi       | 23      | +18.960                 | 6        | 7    |
| 10      | 18  | Nicolás Terol      | Aprilia     | 23      | +19.053                 | 18       | 6    |
| 11      | 6   | Joan Olivé         | Derbi       | 23      | +32.480                 | 11       | 5    |
| 12      | 12  | Esteve Rabat       | Aprilia     | 23      | +32.554                 | 16       | 4    |
| 13      | 14  | Johann Zarco       | Aprilia     | 23      | +33.378                 | 19       | 3    |
| 14      | 24  | Simone Corsi       | Aprilia     | 23      | +41.533                 | 12       | 2    |
| 15      | 16  | Cameron Beaubier   | KTM         | 23      | +44.443                 | 17       | 1    |
| 16      | 73  | Takaaki Nakagami   | Aprilia     | 23      | +44.738                 | 21       |      |
| 17      | 35  | Randy Krummenacher | Aprilia     | 23      | +44.934                 | 13       |      |
| 18      | 8   | Lorenzo Zanetti    | Aprilia     | 23      | +44.977                 | 26       |      |
| 19      | 29  | Andrea Iannone     | Aprilia     | 23      | +55.464                 | 3        |      |
| 20      | 69  | Lukáš Šembera      | Aprilia     | 23      | +1:05.314               | 23       |      |
| 21      | 32  | Lorenzo Savadori   | Aprilia     | 23      | +1:07.420               | 22       |      |
| 22      | 42  | Alberto Moncayo    | Aprilia     | 23      | +1:16.825               | 25       |      |
| 23      | 39  | Luis Salom         | Honda       | 23      | +1:25.188               | 29       |      |
| 24      | 53  | Jasper Iwema       | Honda       | 23      | +1:28.903               | 24       |      |
| 25      | 87  | Luca Marconi       | Aprilia     | 23      | +1:29.012               | 28       |      |
| 26      | 41  | Borja Maestro      | Aprilia     | 22      | +1 Vuelta               | 30       |      |
| 27      | 31  | Jordi Dalmau       | Honda       | 22      | +1 Vuelta               | 34       |      |
| 28      | 40  | Eduard López       | Aprilia     | 22      | +1 Vuelta               | 33       |      |
| Ret     | 94  | Jonas Folger       | Aprilia     | 21      | Caídae                  | 35       |      |
| Ret     | 71  | Tomoyoshi Koyama   | Loncin      | 21      | Caídae                  | 20       |      |
| Ret     | 5   | Alexis Masbou      | Loncin      | 13      | Retirado                | 27       |      |
| Ret     | 17  | Stefan Bradl       | Aprilia     | 8       | Retirado                | 14       |      |
| Ret     | 60  | Julián Simón       | Aprilia     | 5       | Caídae                  | 1        |      |
| DNS     | 88  | Michael Ranseder   | Haojue      |         | No empezó               | 32       |      |
| DNQ     | 66  | Matthew Hoyle      | Haojue      |         | No clasificó            |          |      |
| DSQ     | 10  | Luca Vitali        | Aprilia     |         | Ignorar un ride through | 31       |      |
| Fuente: |     |                    |             |         |                         |          |      |